# Opel (Berg)
Der Opel ist mit 649,3 m ü. NHN der höchste Berg im rheinland-pfälzischen Landkreis Bad Kreuznach. Er liegt auf der Grenze zum Rhein-Hunsrück-Kreis im Soonwald, einem Teil des Hunsrück.

## Geographie

### Lage
Der Opel erhebt sich im Naturpark Soonwald-Nahe. Sein Gipfel liegt auf der Grenze des Landkreises Bad Kreuznach mit der Ortsgemeinde Dörrebach zum Rhein-Hunsrück-Kreis mit der Ortsgemeinde Argenthal. Er befindet sich 4,5 km südwestlich von Seibersbach, 4,3 km westlich von Dörrebach 5,7 km nordnordwestlich von Spabrücken, 4,8 km nördlich von Münchwald, vier Ortsgemeinden im Landkreis Bad Kreuznach, sowie 6,1 km südöstlich von Argenthal, 5,3 km südlich von Ellern und 7,7 km südsüdwestlich von Rheinböllen, drei Ortsgemeinden im Rhein-Hunsrück-Kreis. Die nächstgelegenen Städte sind das etwa 8 km östlich im Landkreis Bad Kreuznach gelegene Stromberg und das 11 km nordwestlich im Rhein-Hunsrück-Kreis liegende Simmern/Hunsrück.
Im Gegensatz zu den anderen über 600 m hohen Bergen im Hunsrück ist der Opel nicht Bestandteil eines längeren hohen Bergzugs, sondern eine einzelne Erhebung, die in alle Richtungen um mehr als 100 m abfällt.

### Naturräumliche Zuordnung
Der Opel gehört in der naturräumlichen Haupteinheitengruppe Hunsrück (Nr. 24), in der Haupteinheit Soonwald (240) und in der Untereinheit Großer Soon (240.1) zum Naturraum Großer Soon (240.11). Die Landschaft fällt nach Ostnordosten in den Naturraum Guldenbachdurchbruch (240.10) ab.

## Schutzgebiete
Auf dem Opel liegen Teile des Landschaftsschutzgebiets Soonwald (CDDA-Nr. 324698; 1980 ausgewiesen; 273,3564 km² groß) sowie der Fauna-Flora-Habitat-Gebiete Soonwald (FFH-Nr. 6011-301; 57,32 km²) und Dörrebach bei Stromberg (FFH-Nr. 6012-303; 1,34 km²). Auf dem Osthang befindet sich das Naturschutzgebiet Im Waldwinkel (CDDA-Nr. 81983; 1979; 19,65 ha).

## Windkraftanlagen
2012 wurde mit der Errichtung von fünf bis zu 200 m hohen und damit weithin sichtbaren Windkraftanlagen auf dem Opel begonnen (siehe Foto). Die damit verbundenen Eingriffe in Ökologie und Landschaft umfassen die Rodung von Wald und das Anlegen breiter Zufahrtswege für Bau- und Wartungsfahrzeuge, die der Größe der Anlagen entsprechen.